# スカイフック気球

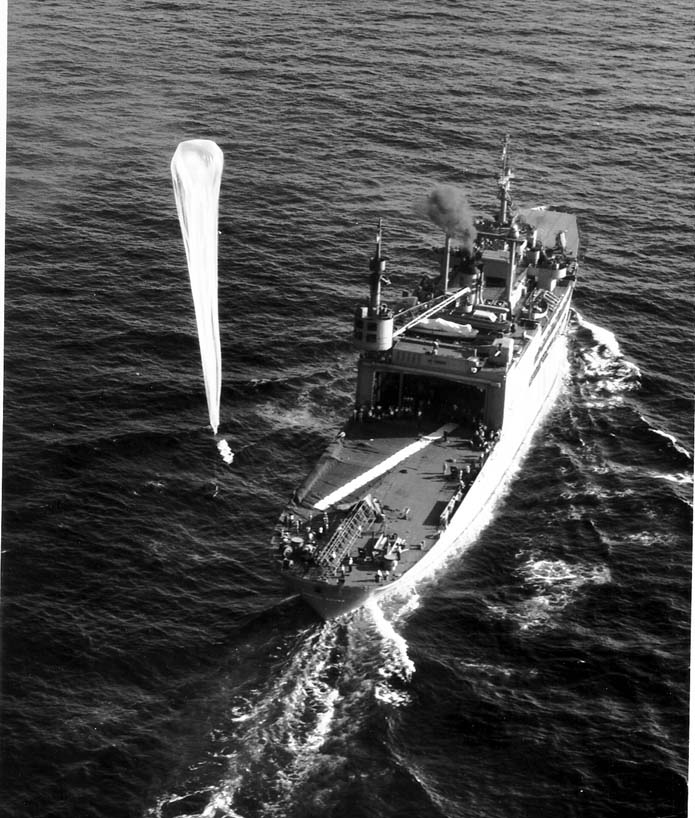
ミサイル実験艦ノートン・サウンドより放たれるスカイフック気球

スカイフック気球（スカイフックききゅう）とはアメリカ海軍の海軍研究本部によって1940年代後半から1950年代にかけて大気の研究、特に高高度における気象観測に使用された無人気球である。

## 開発と運用
開発は後に無人気球の設計・開発者として名を残す航空エンジニアのオットー・ウィンゼンが担当した。
観測の実績が上がるにつれ、この気球は成層圏における長期間観測のために最適の運搬手段と見なされるようになった。チェレンコフ検出器などの各種機器が搭載され、高度に専門的な情報と写真を研究者に提供した。
1948年、スカイフック気球は陽子と電子に加え、電子を無くした高エネルギーの原子核を含む宇宙線の観測に利用された。磁気赤道における宇宙線研究を目的としたチャーチー計画 (Project Churchy) の一環として1953年9月、プラスチック製スカイフック気球13機が成層圏へ発射された。高度数万m以上に達する飛行の期間、気球は −80℃（−112°F）という温度にさらされた。
1957年8月19日、スカイフック気球は太陽研究を目的としたストラトスコープ計画に投入された。主な搭載機器は研究者が操作できる特別な光感知型指示装置付きの12インチ（30センチメートル）望遠鏡と画像を地上の学者に送るカメラであった。それは初めての気球搭載望遠鏡である。これらの機器の活用により、観測ではそれまで撮影された太陽の写真では最も鮮鋭なものを400枚以上提供でき、太陽黒点の強い磁場で観察される動きについて科学者に多くの知見を与えた。
スカイフック気球はその高高度性能を買われてソ連への高高度航空偵察、および高高度航空侵攻のための高空の気流・気象データの収集にも用いられていたが、詳細は機密のままである。

## UFOとの関連
トーマス・マンテル大尉がUFOを戦闘機で追撃、その後墜死したいわゆるマンテル大尉事件について、「大尉はスカイフック気球をUFOと見間違え、酸素マスクを付けないまま高高度に上昇してしまい、意識を失い墜落した」という説明がある。事件当時スカイフック気球は海軍の機密事項であったため、存在すらを知らない米空軍にとっては、文字通りの意味での「未確認飛行物体」であった。